# Кливер, Элдридж
Лирой Элдридж Кливер (англ.  Leroy Eldridge Cleaver; 31 августа 1935, Уаббасика (Арканзас), США — 1 мая 1998, Помона, Калифорния, США) — политический деятель и революционер США, один из основателей и министр информации Партии черных пантер, автор нескольких книг, посвященных вопросам расового и социального неравенства в современном мире.
В 1968 году Кливер написал сборник эссе «Душа на льду», который на момент публикации был оценен критиками как «блестящий и показательный». В книге он признался в многочисленных изнасилованиях как чёрных, так и белых женщин. Он считал это «повстанческим актом», хоть на момент написания книги и заявлял, что осуждает такую точку зрения.
Кливер бежал из страны после перестрелки с полицией Окленда, в ходе которой были ранены двое полицейских. Кливер был также ранен во время перестрелки, а член «Чёрных пантер» Бобби Хаттон был убит. Проведя семь лет в изгнании на Кубе, в Алжире и во Франции, Кливер, заключив сделку со следствием, вернулся в США в 1975 году, где он стал участвовать в различных религиозных движениях, в конце концов присоединившись к Церкви Иисуса Христа Святых последних дней, а также стал консервативным республиканцем.

## Биография
Лирой Элдридж Кливер родился в городе Уаббасика, штат Арканзас, в 1935 году. Его отец был пианистом в ночном клубе. Позже семья переехала: сначала в Финикс, а затем в Лос-Анджелес, где юный Элдридж за кражу велосипеда и торговлю марихуаной попал в закрытую школу для малолетних правонарушителей. Вскоре после окончания школы он был арестован за хранение марихуаны и приговорён к двум с половиной годам тюрьмы. Отбывал срок в тюрьме города Соледад.
Кливер вышел из тюрьмы в 1957 году, но уже в следующем году снова попал за решетку, будучи осужденным за покушение на убийство и изнасилование. В тюрьмах Сан-Квентин и Фолсон он узнал о борьбе афроамериканцев за гражданские права. Он занимался самообразованием: читал произведения Вольтера, Жана-Жака Руссо, Томаса Пейна, Карла Маркса, Михаила Бакунина, Сергея Нечаева. Кроме того, он познакомился с учением черных мусульман из Нации ислама. Кливер особенно увлекся текстами и личностью Малкольма Икса, одного из самых талантливых проповедников Нации ислама.
После условно-досрочного освобождения в 1966 Кливер работал в журнале «Рэмпартс», где познакомился со многими деятелями контркультуры и социальными активистами, такими как Хьюи Ньютон и Бобби Сил. В октябре 1966 Ньютон и Сил основали в Окленде (штат Калифорния) Партию самозащиты черных пантер, и организация «Чёрный дом», в которую входили Элдридж Кливер, Марвин Джэкмон и Амири Барака. В партии был назначен на должность «министра информации», на которой оставался вплоть до своего исключения из партии 1971 года. Именно в это время из мелкого преступника Кливер превращается в преданного революционера, активно выступая как оратор и публицист, а в идеологических вопросах занимая радикальные позиции.
В декабре 1967 Кливер женился на Кэтлин Нил: этот брак продлится двадцать лет, и у пары родятся трое детей (сын и две дочери). В феврале 1968 вышла первая книга Кливер «Душа на льду» («Душа во льду») — сборник писем из тюрьмы и очерков, посвященных актуальным вопросам культуры, политики, расовой дискриминации, неравенства полов и т. д. Этот сборник сделала его известным на всю страну и принесла признание как нового интеллектуала и потенциального наследника Малкольма Икса.
Тем временем деятельностью «черных пантер» заинтересовалось ФБР, развернувшее против левых и чёрных активистов операцию COINTELPRO. Директор ФБР Дж. Эдгар Гувер рассматривал «пантер» как «самую большую угрозу внутренней безопасности нашей страны» и приказал принять касательно них «самые жесткие меры, чтобы подорвать их единство и силу». 6 апреля 1968 года восемь членов организации, в том числе Кливер, двигаясь в двух автомобилях по Окленду, попали в полицейскую засаду. Он и его 17-летний товарищ Бобби Хаттон в поисках убежища от стрельбы спрятались в подвале одного из близлежащих домов и были окружены полицией. В течение часа по дому вели огонь, но «пантеры» решили сдаться только когда в подвал пустили слезоточивый газ. Кливера ранили в ногу, поэтому Хаттон решил, что первым пойдет он. Когда он вышел из дома с поднятыми руками, полицейские открыли по нему огонь на поражение и убили на месте.
Кливера арестовали и обвинили в покушении на убийство. Его выпустили под залог, и он продолжил свою партийную работу. Когда в октябре 1968 суд приказал ему вернуться под арест, и борьба за свободу правовым путем оказалась напрасной, 24 ноября он вместе с женой бежал за границу. Следующие семь лет он провел в эмиграции — в Мексике, на Кубе, в Алжире и Франции, побывал в СССР, КНР и КНДР. На Кубе его принимали с почестями, однако, узнав о проникновении ЦРУ в среду «черных пантер», потеряли к нему доверие. Он перебрался в Алжир, где открыл заграничный офис своей партии; когда уэзермены помогли Тимоти Лири бежать из тюрьмы, Кливер приютил его у себя, однако вскоре поместил под «революционный арест» как контрреволюционера.

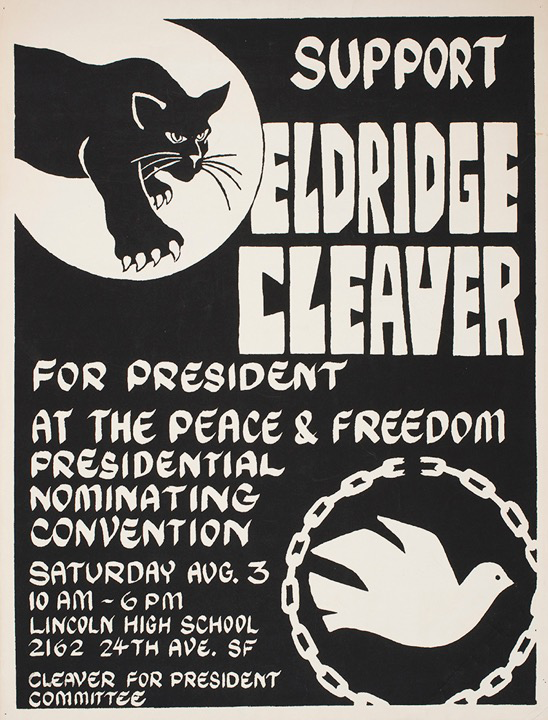
Предвыборный плакат кандидата Элдриджа Кливера

Ещё до эмиграции Кливер был выдвинут кандидатом в президенты США от левой антивоенной Партии мира и свободы. Поскольку он родился 31 августа 1935 года, Кливеру могло исполниться требуемых законодательством для избрания 35 лет только год спустя после дня инаугурации в 1969 году. Однако суды на Гавайях и в Нью-Йорке приняли решение, что кандидата нельзя исключать из списка кандидатов только потому, что он не достиг необходимого возраста. На президентских выборах 1968 года вскоре пустившийся в бега Кливер получил 83720 голосов.
Кливер продолжал печататься в радикальных журналах «Рэмпартс», «Блэк пауэр», «Блэк Сколари», но все больше отклонялся от партийной линии в сторону вооруженной борьбы в форме городской герильи и обвинял руководство «черных пантер» в реформизме. Разногласия с активистом «черных пантер» Хьюи Ньютоном привели Кливера к исключению из партии в 1971 году, после чего Кливер основал «революционную народную информационную сеть». Однако ей не было суждено долго просуществовать. Сначала жена, а впоследствии (18 ноября 1975) и сам Кливер вернулись в США. Только теперь он был не революционером, а новообращенным христианином и консерватором, называвшим политическую систему США «при всех ее недостатках… наиболее свободной и демократической в мире».
Кливер пошёл на сотрудничество с правосудием, и ему дали всего пять лет условно. Его «идейная эволюция» приведёт его в конце 1970-х к евангелическим христианам, а в начале 1980-х к и сторонникам мунистского Движению Объединения и наконец к мормонам, а политически — к консервативным республиканцам, сторонникам президента Рональда Рейгана. Пытался создать новую синкретическую религию — хрислам. В СССР его назвали «беспринципный экстремист Кливер, выродившийся в ренегата».
Работал садовником, служащим Торговой палаты для чернокожих в Сан-Франциско, лектором библейского колледжа в Майами. До самой своей смерти не смог избавиться от зависимости от кокаина, что часто приводило к проблемам со здоровьем и правоохранительными органами. Задерживался за хранение наркотиков и ограбление. Скончался в больнице города Помона (штат Калифорния); его семья просила не оглашать причин смерти, но было известно, что он страдал от рака простаты.

## Сочинения
- Душа на льду (Soul on Ice, 1968).
- Образование и революция (Education and Revolution, 1969).
- Сочинения и речи после тюрьмы (Post-Prison Writings and Speeches, 1971).
- Революция в Конго (Revolution in the Congo, 1971).
- Про идеологию люмпенов (On Lumpen Ideology, 1972).
- Душа под огнём (Soul on Fire, 1979).
- Предисловие к книге Архивная копия от 22 марта 2020 на Wayback Machine «Действуй» Джерри Рубина